# Sint-Rafaëlkerk (Vilnius)
De Kerk van Sint-Rafaël (Litouws: Šv. arkangelo Rapolo bažnyčia) is een voormalige jezuïetenkerk en tegenwoordig een parochiekerk van het aartsbisdom Vilnius. De vroeger aan de rand van de stad staande kerk bevindt zich op de rechteroever van de stad Vilnius, Litouwen.
De missen in de kerk worden in het Pools en Litouws gevierd.

## Geschiedenis

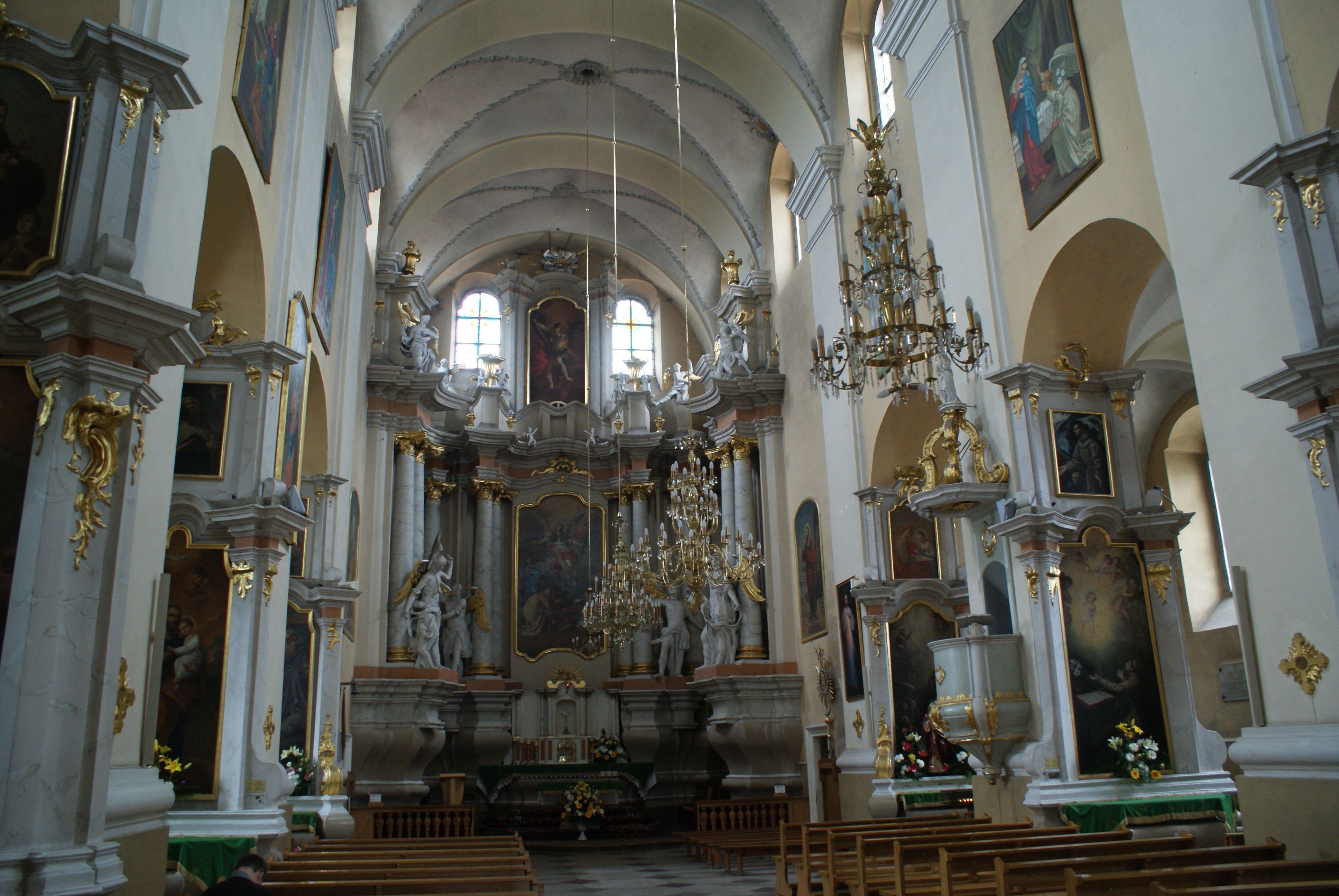
Interieur

Met de bouw van de barokke kerk werd in 1703 op een destijds nog buiten de stad gelegen plek begonnen. Door de oorlog vertraagde de bouw en pas in 1731 werd de kerk voltooid. De jezuïeten waren reeds aanwezig in de stad met o.a. hun befaamde universiteit en de Rafaëlkerk werd de vierde kerk van de jezuïeten in Vilnius. Het klooster kwam gereed in 1740. 
Net als in andere Europese landen werden de jezuïeten in 1773 uit hun gebouwen verjaagd en zowel het klooster als de kerk werden toen overgedragen aan de Ordo Clericorum Regularium Pauperum Matris Dei Scholarum, gesticht door de heilige Jozef van Calasanza om er kinderen uit arme families te onderwijzen.
De kerk werd in 1791 een gewone parochiekerk en het klooster werd in 1792 verkocht aan de tsaristische regering, die er een kazerne in vestigde. Tijdens de invasie van Napoleon in 1812 gebruikten de Fransen de Rafaëlkerk als militair depot, waardoor het aanzienlijke schade leed. Nadien werd de kerk een parochiekerk voor de groeiende bevolking van de rondom liggende wijken en een restauratie volgde in de jaren 1820. In 1832 werd de kerk na de opstand van 1831 opnieuw gesloten om in 1860 weer te worden opgesteld voor de katholieke eredienst. Daarna werd de kerk nooit weer gesloten, zelfs niet tijdens het atheïstische Sovjet-regime. 
Het architecturale ensemble werd in 1975 gerestaureerd en de kloostergebouwen huisvesten sindsdien een afdeling van het Ministerie van Cultuur van Litouwen.  

## Architectuur
De kerk is vanwege de ligging op de heuvel zonder de nabijheid van andere grotere gebouwen vanaf afstand goed zichtbaar. Het is een barokke, drieschepige basiliek zonder een afzonderlijk koor. De gevel wordt geflankeerd door twee torens. Het interieur wordt overdekt door een tongewelf, met lunetten, die versierd zijn met stucwerk en schilderijen. Op de muren zijn medaillons met fresco's van heiligen aangebracht. Het hoofdaltaar met groepen van zuilen en de beelden van engelen verwijst naar de rococo-stijl en vult nagenoeg de hele muur. Het centrale altaarschilderij van de aartsengel Rafaël is van de beroemde schilder Szymon Czechowicz.